# 朱門みず穂
朱門 みず穂（しゅもん みずほ、1973年（昭和48年）11月14日- ）は、日本の女優である。夫は俳優の大倉孝二。
本名:大倉 瑞穂（おおくら みずほ）、旧姓:田辺（たなべ）。
東京都出身。身長は161cm、血液型はAB型。所属事務所は柊企画。

## 出演

### 映画
- 極つぶし（1994年、渡邊武監督）
- あした（1995年、大林宣彦監督） - 綿貫ルミ役
- 柘榴館（1997年、伊藤秀裕監督） - 立花希和役
- プライド・運命の瞬間（1998年、伊藤俊也監督） - 古賀満喜枝 役
- 淀川長治物語・神戸篇 サイナラ（2000年、大林宣彦監督） - 久恵 役
- ピカレスク 人間失格（2002年、伊藤秀裕監督） - 田辺なつみ 役
- 恋人はスナイパー劇場版（2004年、六車俊治監督）

### テレビドラマ
- 100億の男（1995年7月-9月、関西テレビ制作・フジテレビ系） - 広瀬和美役
- 金曜エンタテインメント「坊ちゃん教授の事件簿 人情教授夏目龍之介2」（1998年5月、フジテレビ系）
- はみだし刑事情熱系 PART3 第11話「取調室の女!完全犯罪のトリックを暴け」（1998年12月、テレビ朝日系）　-  由加里(看護師)役
- 温泉へ行こう（1999年9月-12月、TBS系） - 川村亜矢子役
- 刑事★イチロー（2003年1月-3月、TBS系）
- プレミアムステージ「実録・小野田少尉 遅すぎた帰還」（2005年8月、フジテレビ系）
- 水曜ミステリー9「信濃のコロンボ事件ファイル12・陰画の構図」（2006年8月、テレビ東京系） - のりこ 役

### CM
- 郵政省「ゆうパック」（1995年）

### 舞台
- 新国立劇場「贋作・桜の森の満開の下」（2001年6月、新国立劇場） - アナマロ役
この舞台出演にて、共演者の俳優、大倉孝二との交際が始まり、2006年（平成18年）9月に結婚した。